# Just Lippe

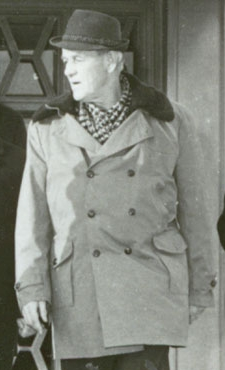
Just Lippe, 1968

Just Lippe, eigentlich Just Ebbesen von der Lippe (* 13. Januar 1904 in Kristiania; † 24. März 1978 in Oslo) war ein norwegischer Politiker in der Norwegischen Kommunistischen Partei (NKP) und Journalist verschiedener Arbeiterzeitungen.

## Familie
Just Lippe stammt von zwei bekannten norwegischen Familien ab, Von der Lippe bzw. Castberg. Ein von der Lippe wanderte im 17. Jahrhundert von Bremen nach Bergen ein, wo er und seine Nachfahren zumeist als Kaufleute tätig waren. Justs Vater Jakob von der Lippe (1870–1954) war Schauspieler und Kostümbildner am Nationaltheatret (Nationaltheater) in Oslo.
Justs Mutter Hanna Castberg von der Lippe (1872–1926) betätigte sich als Journalistin und Vortragsrednerin für die sozialistische Frauenbewegung. Sie entstammte einer kinderreichen Familie, deren Mitglieder sich stark politisch engagierten. Ihr Vater Johan Christian Tandberg Castberg (1827–1899), ursprünglich Zollbeamter und Zeitungsredakteur, wurde Parlamentsabgeordneter. Ihr Bruder Johan Castberg (1862–1926), Richter und Venstre-Politiker und mehrmals Minister, setzte 1915 die Gleichstellung unehelicher Kinder und die staatliche Bevorschussung der Alimente durch.
Jakob von der Lippe und Hanna Castberg heirateten am 5. Juli 1900. Just war der mittlere von drei Söhnen. Seine beiden Brüder waren ebenfalls prominent: Frits von der Lippe (1901–1988) war Theaterkritiker und Gründungsdirektor des staatlichen norwegischen Tourneetheaters Riksteatret (Reichstheater). Jens von der Lippe (1911–1990) war Keramikkünstler, auch als Lehrer an und Leiter der Kunstgewerbeakademie, sowie Kunstschriftsteller.
Nach dem Ende des Zweiten Weltkriegs heiratete Just Lippe Asvor Ottesen (* 12. Januar 1911 in Hamburg, † 9. Juni 2003), die während der deutschen Besatzung Norwegens 1941–1944 unter dem Decknamen Lilly Jensen Mitglied der Osvald-Gruppe war, die über 100 Sabotageaktionen durchführte. Ottesen eröffnete 1948 eine Anwaltskanzlei und führte mehrere vielbeachtete Prozesse für linke Organisationen.
Just Lippe ist auf dem Friedhof der Gamle Aker kirke in Oslo begraben.

## Karriere
Just Lippe setzte die politische Tradition von Großvater, Onkel und Mutter in radikalisierter Form fort und war schon als 17-Jähriger überzeugter Kommunist. 1921 trat er dem Jugendverband der sozialdemokratischen Arbeiderpartiet bei und schloss sich bei deren Spaltung 1923 der kommunistischen Richtung an.
Im Jahr 1925 wurde er in die Führung des Norges Kommunistiske Ungdomsforbund (NKU) (Norwegischer Kommunistischer Jugendverband) gewählt. Zwischen 1927 und 1928 war er dessen Vorsitzender und er gehörte noch bis 1929 der Führung an. Ab 1928 war er auch Mitglied des Exekutivkomitees der Kommunistischen Jugendinternationale. Mitte der 1920er-Jahre arbeitete er als Redakteur für die NKU-Zeitung Klassekampen (Klassenkampf).
Als Peder Furubotn im Jahr 1930 von Henry Wilhelm Kristiansen als Parteivorsitzender der Norges Kommunistiske Parti (NKP) (Norwegischen Kommunistischen Partei) abgelöst wurde, wurde Lippe zum Geschäftsführer der Partei ernannt. Im selben Jahr reiste er nach Moskau, um an der Internationalen Lenin-Schule zu unterrichten, fiel aber schließlich in Ungnade und wurde nach Wladiwostok verschickt. Außerdem arbeitete er zeitweise als Korrespondent für Arbeideren, dem Zentralorgan der NKP seit 1929. Als er einige Jahre später nach Hause zurückkehrte, wurde er in das Zentralkomitee der Partei gewählt.
Im August 1941 floh Just Lippe nach Schweden. Dort wurde er zusammen mit einer Reihe anderer norwegischer und schwedischer Kommunisten anderthalb Jahre lang interniert, bevor er nach England ausreisen durfte, wo er Hauptmann der norwegischen Streitkräfte wurde. Dies führte zu Gerüchten, dass er ein Agent des britischen Auslandsgeheimdienstes Secret Intelligence Service geworden sei, was sich bis heute nicht bestätigt hat. Im Zusammenhang mit dem sowjetischen Einmarsch in die Finnmark fungierte er als Dolmetscher für die sowjetischen Streitkräfte.
1947 bis 1949 arbeitete Just Lippe für Friheten (Freiheit), dem neuen Zentralorgan der NKP seit 1941. Er spielte eine zentrale Rolle im Zusammenhang mit der Furubotn-oppgjøret (Abrechnung mit Peder Furubotn), dem internen Umsturz in NKP und NKU in den Jahren 1949–1950, bei dem die Mehrheit der Parteiführung abgelöst wurde. Von 1950 bis 1972 war er – wie bereits 1937 bis 1945 – Mitglied der Parteiführung, und bis 1963 war er auch Parteisekretär. Nach dem Tod Josef Stalins 1953 war er der Hauptredner einer Gedenkveranstaltung für Stalin im Folkets Hus (Volkshaus) von Oslo.
Im Jahr 1963 verfasste Lippe die offizielle Geschichte der NKP von der Gründung der Arbeiterpartei im Jahr 1887 bis zur Deutschen Besatzung Norwegens 1940.
Auch in die Vogt-oppgjøret (Abrechnung mit Jørgen Vogt), dem erneuten Umsturz innerhalb der NKP Mitte der 1960er-Jahre, war Just Lippe involviert.

## Schriften
- Just Lippe: Norges Kommunistiske Partis historie – bind 1. (Geschichte der Kommunistischen Partei Norwegens – Band 1.) NKP, Oslo 1963.